# Dorsum Buckland
Der Dorsum Buckland ist ein Dorsum auf der nordöstlichen Mondvorderseite. Er verläuft entlang der Montes Haemus am westlichen Rand des Mare Serenitatis, beginnend nördlich des Kraters Sulpicius Gallus in einem Bogen nach Südosten, bis er nördlich von Promontorium Archerusia auf die Dorsa Lister stößt.
Er wurde 1976 nach dem britischen Geowissenschaftler William Buckland benannt. 